# Zona Deportiva Monte Tossal

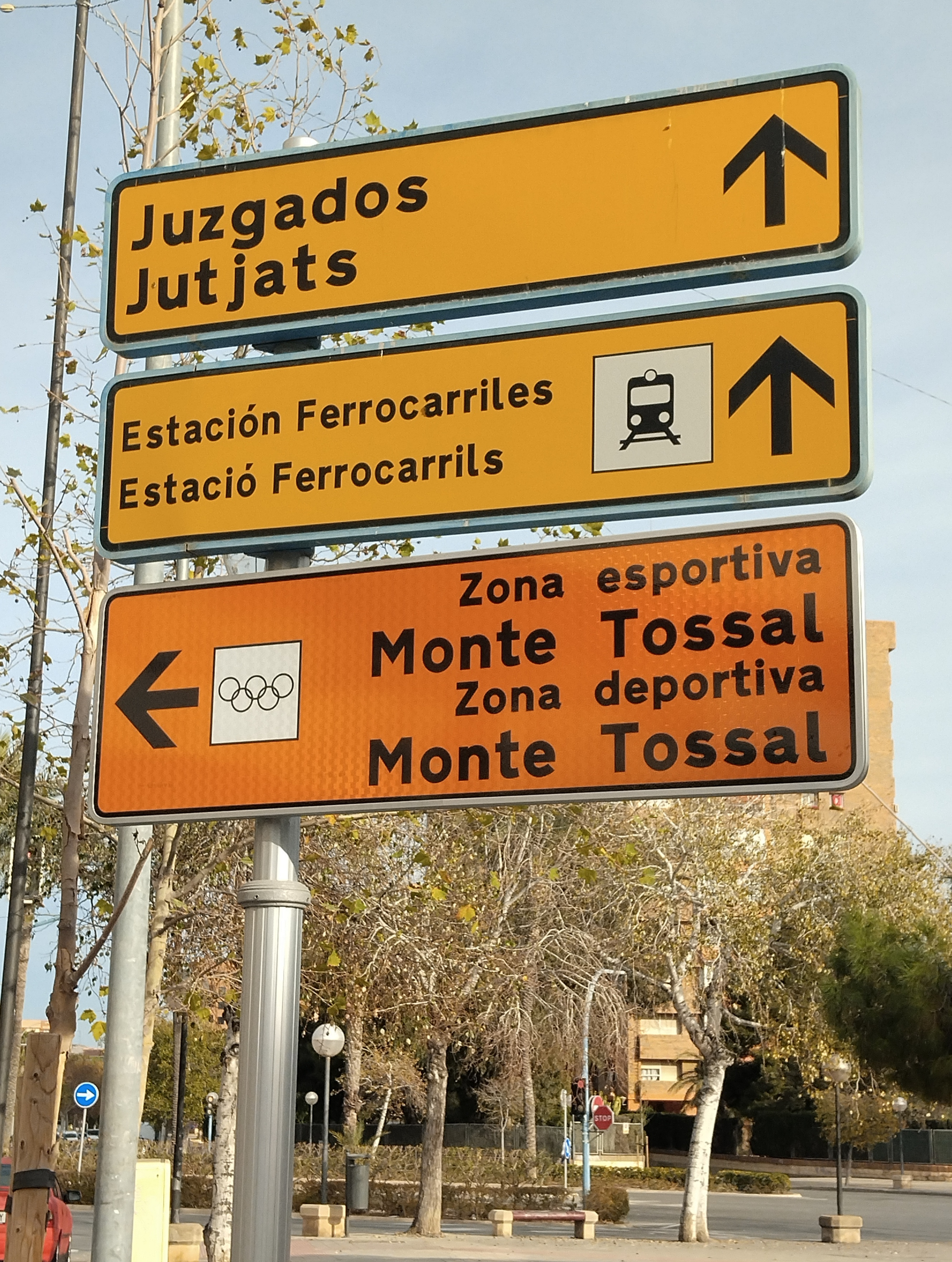
Señalización en Alicante de la Zona Deportiva Monte Tossal

La Zona Deportiva Monte Tossal es un área de la ciudad española de Alicante de gran extensión, en los contornos del Monte Tossal, en la que se concentran multitud de instalaciones para la práctica de diferentes disciplinas deportivas, entre las que destacan el Estadio de Atletismo, el Centro de Tecnificación de Alicante, la Ciudad Deportiva "Antonio Valls", el Polideportivo Monte Tossal –antiguo hipódromo– y el estadio de fútbol José Rico Pérez del Hércules Club de Fútbol.

## Historia
Tiene su origen en la antigua Ciudad Deportiva Francisco Franco, construida en la década de 1950. Su consolidación como complejo deportivo no siguió un proyecto establecido, aunque fue desarrollándose en la década de 1970 con la construcción del Rico Pérez y el pabellón de deportes, afianzándose en la década de 1990 con el estadio de atletismo, las piscinas cubiertas y el Centro de Tecnificación.